# Плезант-Веллі (округ О-Клер, Вісконсин)
Плезант-Веллі (англ. Pleasant Valley) — місто (англ. town) в США, в окрузі О-Клер штату Вісконсин. Населення — 3791 особа (2020).

## Демографія
Згідно з переписом 2010 року, у місті мешкали 3044 особи в 1076 домогосподарствах у складі 910 родин. Було 1117 помешкань
Расовий склад населення:
| - 96,4 % — білих - 1,3 % — азіатів - 0,5 % — корінних американців - 0,3 % — чорних або афроамериканців |

До двох чи більше рас належало 1,0 %. Частка іспаномовних становила 1,5 % від усіх жителів.
За віковим діапазоном населення розподілялося таким чином: 27,0 % — особи молодші 18 років, 62,0 % — особи у віці 18—64 років, 11,0 % — особи у віці 65 років та старші. Медіана віку мешканця становила 43,2 року. На 100 осіб жіночої статі у місті припадало 105,8 чоловіків;  на 100 жінок у віці від 18 років та старших — 102,9 чоловіків також старших 18 років.
Середній дохід на одне домашнє господарство  становив 107 332 долари США (медіана — 95 459), а середній дохід на одну сім'ю — 117 497 доларів (медіана — 101 726). Медіана доходів становила 60 573 долари для чоловіків та 42 422 долари для жінок. За межею бідності перебувало 2,3 % осіб, у тому числі 0,7 % дітей у віці до 18 років та 7,1 % осіб у віці 65 років та старших.
Цивільне працевлаштоване населення становило 1783 особи. Основні галузі зайнятості: освіта, охорона здоров'я та соціальна допомога — 24,3 %, роздрібна торгівля — 18,1 %, виробництво — 10,7 %, фінанси, страхування та нерухомість — 8,6 %.